# 馬自達Flair
馬自達Flair（日语：マツダ・フレア）是2012年10月起由日本馬自達汽車公司委託鈴木汽車貼牌生產、貼上馬自達廠徽銘牌的輕型高頂旅行車，這款車是以鈴木Wagon R為基礎而開發的，僅限日本國內市場銷售。此款車乃AZ-Wagon的後繼車種，另與Flair Wagon為同一系列。

## 歷史

### 第一代MJ34S/44S型（2012年-2017年）
2012年 - 長年以來馬自達和鈴木汽車之間存在著輕型車貼牌生產的協議，這款以鈴木Wagon R為基礎而開發的輕型車正式於10月25日發表上市。上市初期時兩者不論外觀或內裝完全一樣，差別只在廠徽銘牌不同而已，這一點和第四代Scrum相同。
動力方面分成兩種：自然進氣的658c.c.直列三缸DOHC VVT R06A型引擎最大馬力52ps / 6,000rpm、扭力峰值6.4kgf・m / 4,000rpm；配備渦輪增壓附中冷器的658c.c.直列三缸DOHC R06A型引擎最大馬力64ps / 6,000rpm、最大扭力9.7kgf・m / 3,000rpm。至於變速箱系統，則採用日產汽車與Jatco（（日語）ジヤトコ株式会社）共同開發的CVT附副變速機構。
另有一款名為馬自達Flair Customstyle XT的車款，以黑色內裝為主調，並搭載渦輪增壓版R06A型引擎，以及7速手自排CVT無段變速系統。全車系皆裝置了鈴木新開發的eNe-CHARGE減速能源再生技術（（日語）エネチャージ減速エネルギー回生技術），在汽車減速時可將引擎動力轉換成電力，提供給汽車電裝部品（如音響）使用並減輕引擎的發電負擔。該款車也配置了改良過的怠速熄火系統，當駕駛人踩下煞車使時速降至13km/hr以下時，引擎會自動停止運轉以節省燃油。當引擎怠速熄火時，為了維持車室內的溫度，另有一套名為「eco cool」的技術。為了體貼雙手提滿提袋的駕駛者，身上放了智慧車鑰（keyless無鑰匙啟動系統）只要靠近車身揮動鞋子，車門便自動解鎖。
2014年 - 8月28日發表小改款，新增附有ISG整合式起動發電機（integrated starter generator）的「S-eneCHARGE」系統（エネチャージ）具有怠速熄火和節能駕駛的功能，使得油耗表現可達每公升32.4公里。CVT車型配備雷達煞車輔助系統，當雷達偵測到與前方車輛或物體距離過近，將自動啟動煞車以停止行進。在外觀方面，大燈組、前保桿、進氣壩等皆換上全新設計。
2015年 - 9月3日實行部分改良，渦輪增壓車型均配備「S-eneCHARGE」系統，改名成「Customstyle HT」。修改部分車色塗裝，Customstyle車型之前霧燈改成LED。
2016年 - 12月為因應大改款，第一代正式停產。

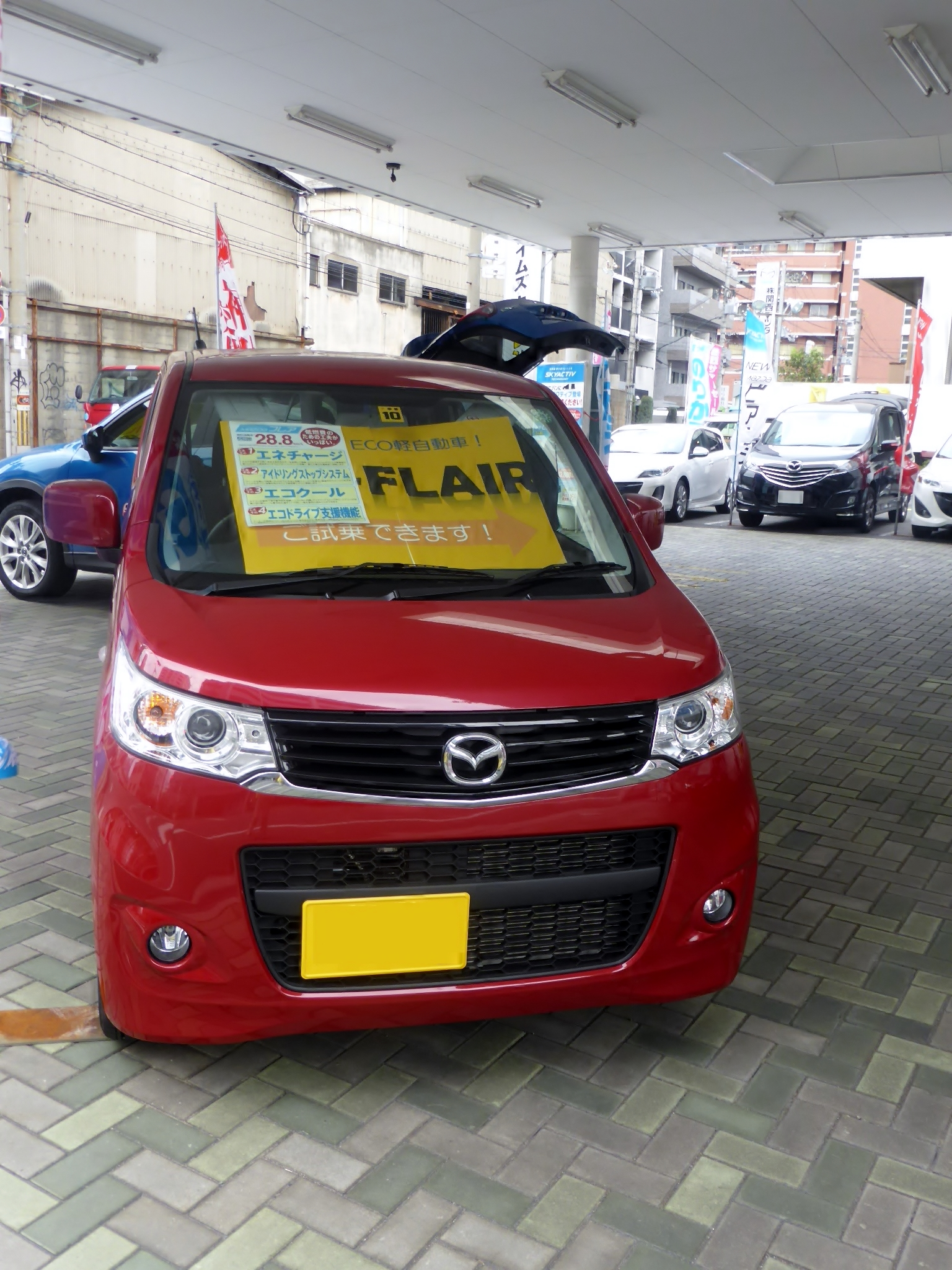
前期型車頭
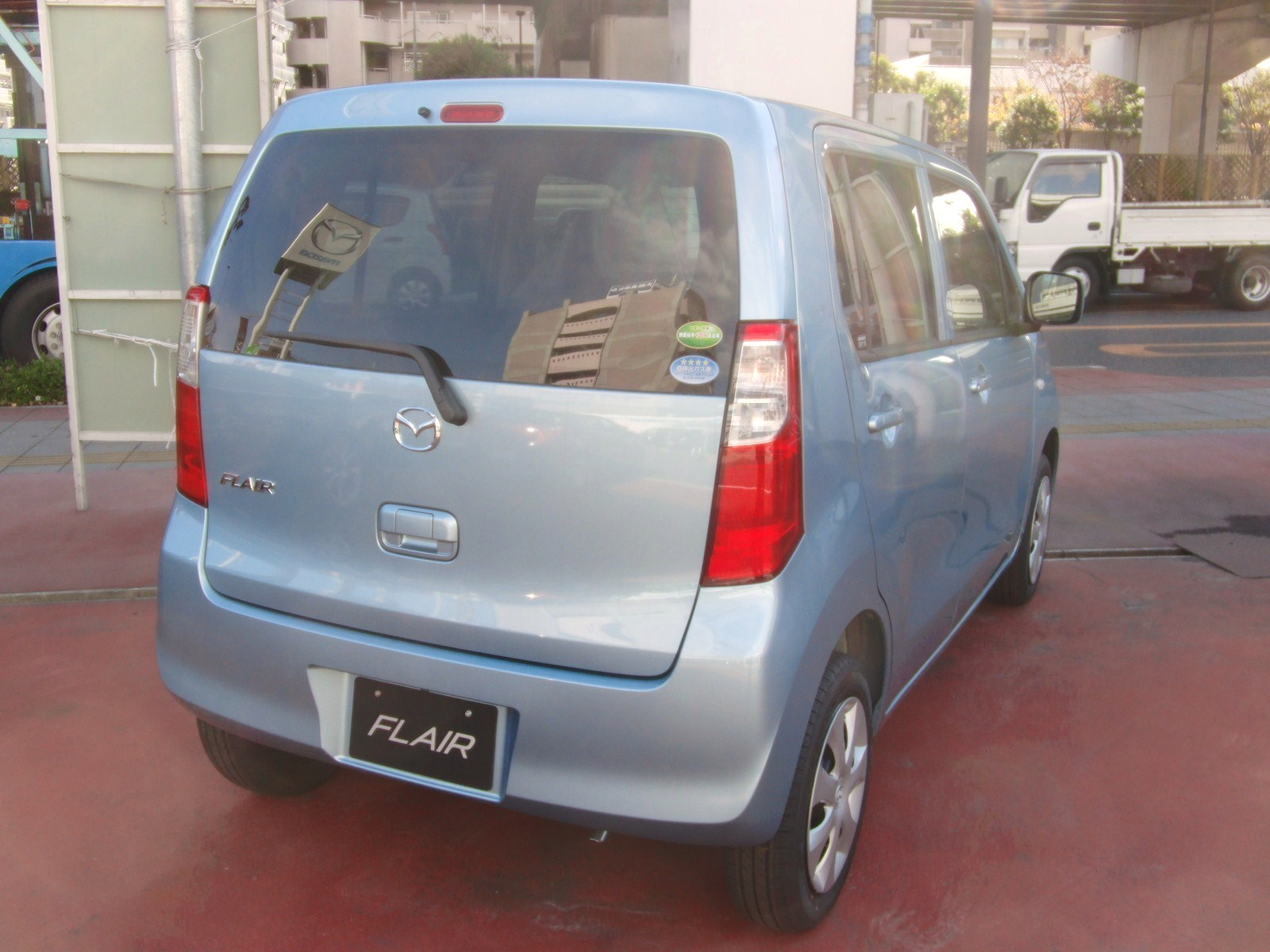
前期型車尾
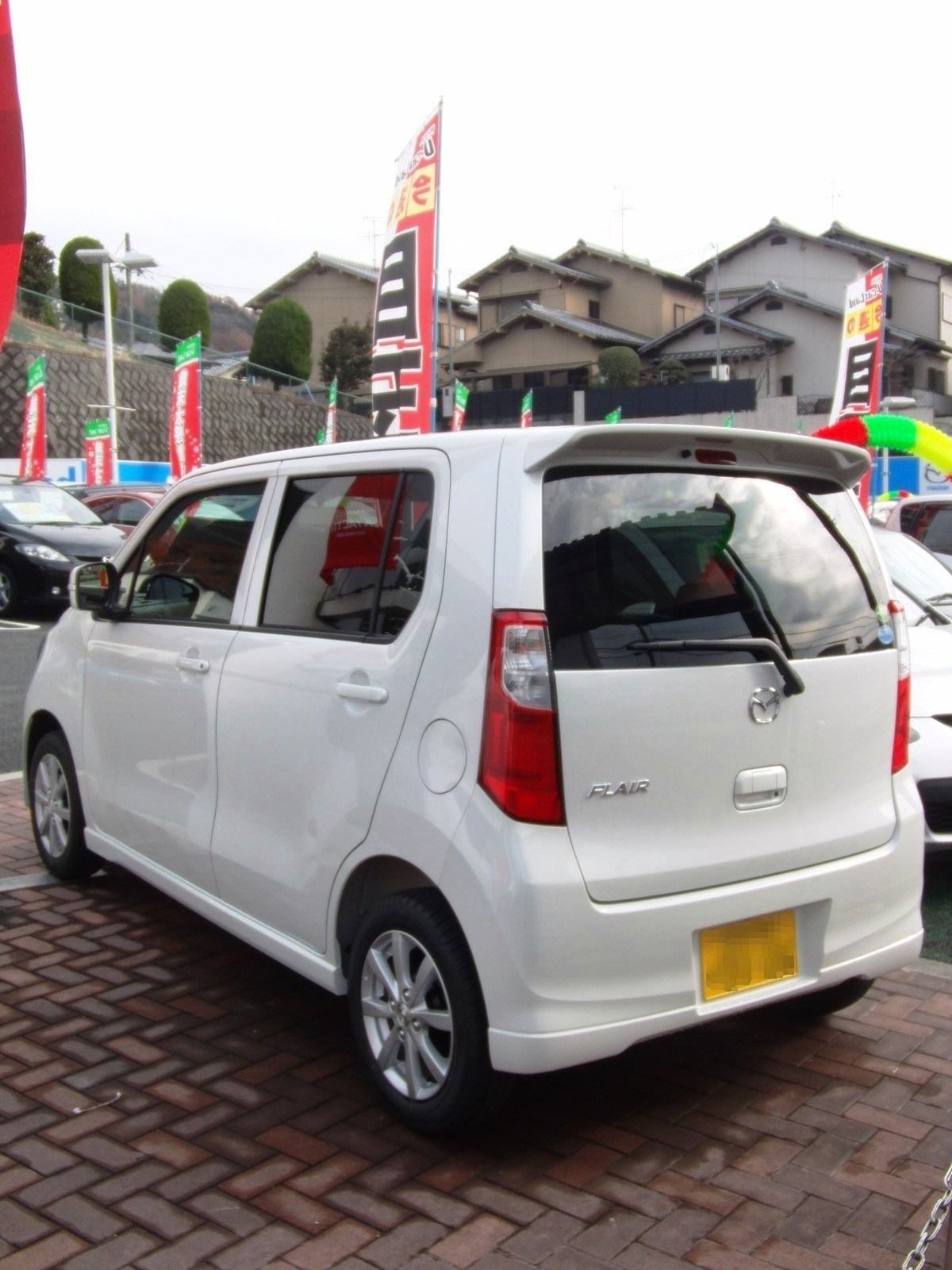
XS車型車尾
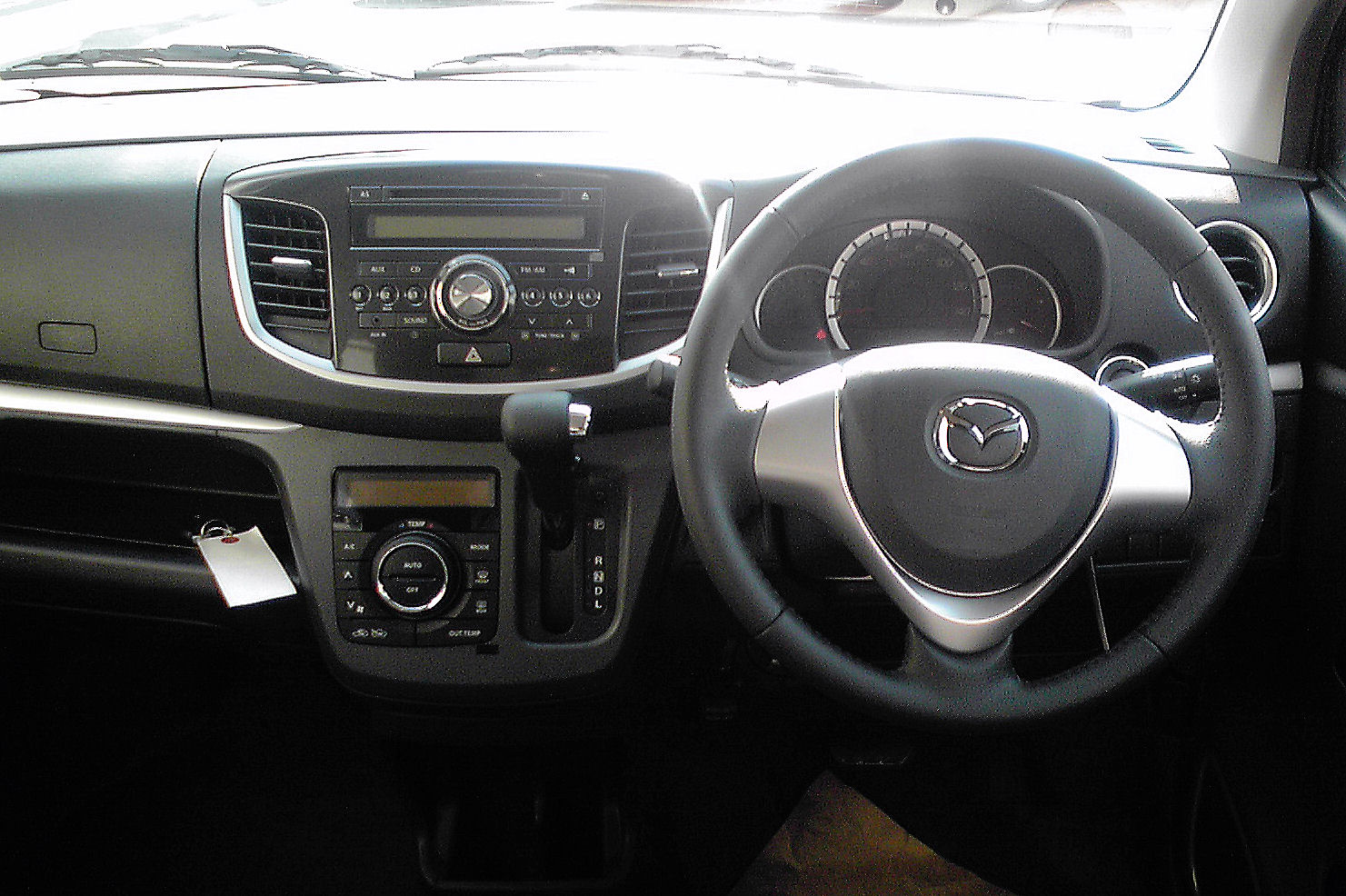
內裝
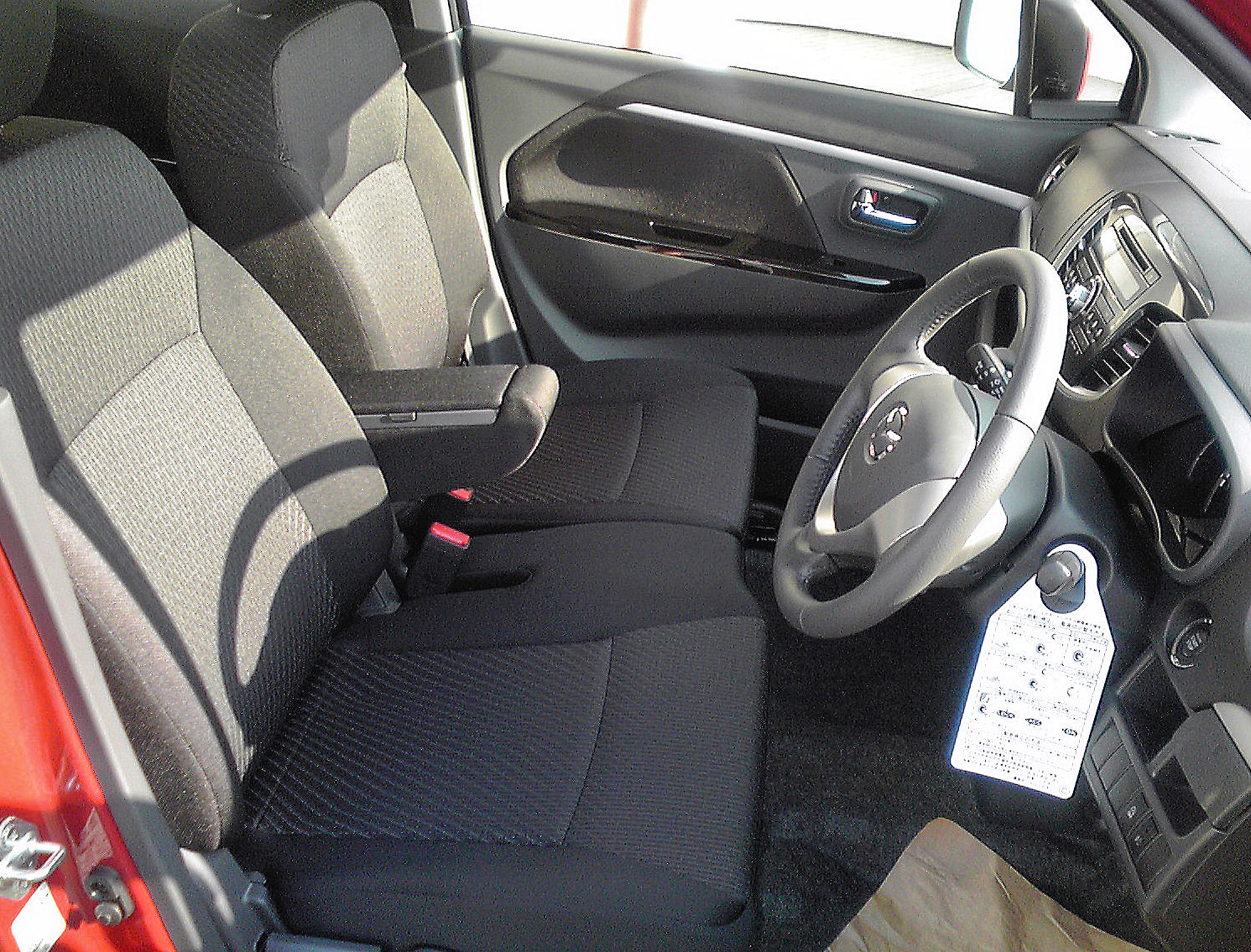
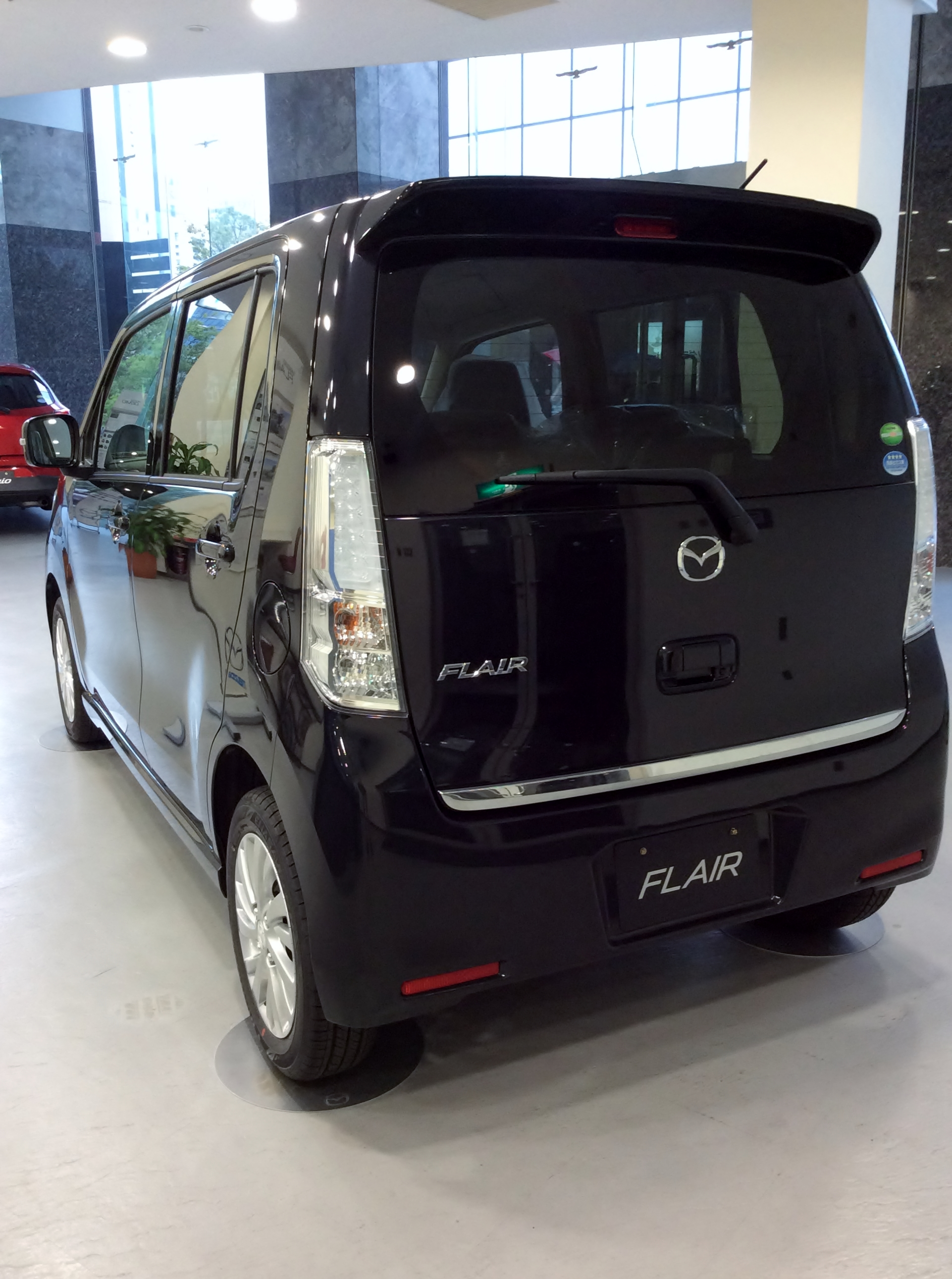
後期型車尾

## 外部連結
- （日語）日本官方網站